# باشگاه فوتبال تاج تهران در فصل ۱۳۴۶
باشگاه فوتبال تاج تهران در فصل ۱۳۴۶ این فصل، بیست و دومین فصل حضور تیم تاج، که امروزه با نام استقلال شناخته می‌شود، در فوتبال ایران بود. تاج در این فصل در مسابقات جام باشگاه‌های تهران شرکت کرد و در نهایت با شش برد و دو تساوی و چهار شکست در جایگاه چهارم جدول رده بندی قرار گرفت.

## پیش زمینه
این فصل، پنجمین فصل رکود در تیم فوتبال تاج بود و تیم تاج بدون کسب جام ماند. با انحلال تیم شاهین در میانه‌های این فصل شاهد برگزاری شهرآورد تاج و شاهین نبودیم و رقابت اصلی، میان دو تیم دارایی و پاس بود. 

## مرور فصل
مسابقات این فصل جام باشگاه‌های تهران در بهار و تابستان سال ۱۳۴۶ برگزار شد و تاج در اولین فصل بدون حضور بازیکن افسانه‌ای خود، بیوک جدیکار، در مسابقات شرکت کرد و البته تیم نه چندان پر مهره تاج به مقامی بهتر از عنوان چهارمی دست نیافت. همچنین در بهار این سال علی دانایی‌فرد سرمربی تاج که حدود ۱۳ سال این سمت را در اختیار داشت، از پست خود کنار رفت و محمود بیاتی، بازیکن سابق تاج، جانشینش شد. 

### بازی با عقاب
بازی تیم تاج در هفته دهم باشگاه‌های تهران در برابر عقاب نیمه تمام ماند و این بازی از سوی فدراسیون ۰–۵ به سود تیم عقاب تهران اعلام شد. بازی که با گل دقیقه ۲۳ ساعدی به سود عقاب ادامه داشت و در دقیقه ۲۷ داور یک ضربه پنالتی به سود تیم عقاب اعلام کرد. بازیکنان تیم تاج و در راس آنها کامبیز جمالی، کاپیتان تاج، به این تصمیم داور معترض شدند و از ادامه بازی امتناع کردند داور در این لحظه جمالی را از زمین بازی اخراج کرد و با این کار بازیکنان تاج به نشانه اعتراض زمین بازی را ترک کردند. پس از این اتفاقات تماشاگران نیز به تصمیم‌های داور معترض شدند و شعارهایی چون "داور برو بیرون" و "حق‌کشی است" سر دادند. حتی عده‌ای از تماشاگران امجدیه را ترک نمی‌کردند و می‌گفتند "تکلیف پنج تومان‌ها چه می‌شود".
در شهریور ماه ۱۳۴۶ و با پایان رقابت‌های باشگاه‌های تهران، تیم تاج برای برگزاری سه بازی دوستانه به اصفهان سفر کرد و با تیم‌های تاج، دارایی و شاهین این شهر مسابقه داد.

## فهرست بازیکنان
بازیکنانی که در این سال برای تیم تاج به میدان رفتند عبارت بودند از: غلام نیکپور، حسین قاضی‌شعار، اونیک کاراپتیان، احمد رحیمی، ناصر ابراهیمی، علی‌محمد کاردان، هوشنگ متکلمی، عباس کردنوری، کامبیز جمالی، حسین فرزامی، علی جباری، احمد منشی‌زاده، پرویز ابوطالب، مرتضی شرکا، امیرحسین جابری‌زاده، داود نعمتیان، ایرج سودآور، نادر فرجی و علی مرادیان

## بازی‌ها

### باشگاه‌های تهران
منبع
| ۸ اردیبهشت ۱۳۴۶ ۱ | تاج تهران | ۱ – ۱   | شعاع تهران         | تهران                                      |
|                   | جباری ۴۳' | اطلاعات | حبیبی ۲۲' (پنالتی) | ورزشگاه: امجدیه تهران داور: عبدالرضا موزون |

| ۱۵ اردیبهشت ۱۳۴۶ ۲ | تاج تهران  | ۱ – ۰ | آرارات تهران | تهران                                   |
|                    | فرزامی ۱۲' |       |              | ورزشگاه: امجدیه تهران داور: اصغر تهرانی |

| ۲۹ اردیبهشت ۱۳۴۶ ۳ | تاج تهران | ۰ – ۲   | راه‌آهن تهران               | تهران                                   |
|                    |           | اطلاعات | نوروزی ۴۸' · همیشه‌جوان ۸۴' | ورزشگاه: امجدیه تهران داور: داوود حیدری |

| ۲ تیر ۱۳۴۶ ۷ | تاج تهران                                        | ۳ – ۰   | دژبان تهران | تهران                                             |
|              | کردنوری ۲۱' (پنالتی) · جابری‌زاده ۳۵' · جباری ۷۰' | اطلاعات |             | ورزشگاه: امجدیه تهران داور: ابوالقاسم حاج‌ابوالحسن |

| ۹ تیر ۱۳۴۶ ۸ | تاج تهران     | ۱ – ۰ | شهربانی تهران | تهران                                      |
|              | جابری‌زاده ۱۹' |       |               | ورزشگاه: امجدیه تهران داور: عبدالرضا موزون |

| ۱۵ تیر ۱۳۴۶ ۹ | تاج تهران | ۰ – ۰ | دارایی تهران | تهران                                    |
|               |           |       |              | ورزشگاه: امجدیه تهران داور: ارشد برازنده |

| ۲۳ تیر ۱۳۴۶ ۱۰                                                                | تاج تهران | ۰ (۰) – ۱ (۳) | عقاب تهران | تهران                                             |
|                                                                               | جمالی '۲۵ | اطلاعات       | ساعدی ۲۳'  | ورزشگاه: امجدیه تهران داور: ابوالقاسم حاج‌ابوالحسن |
| یادداشت: بازی از دقیقه ۲۸ به بعد به دلیل ترک زمین توسط تیم تاج نیمه تمام ماند |           |               |            |                                                   |

| ۲ مرداد ۱۳۴۶ ۱۱ | تاج تهران                                     | ۵ – ۰ | دیهیم تهران | تهران                                       |
|                 | جباری ۱۲'، ۶۳'، ۷۳' · فرزامی ۴۲' · کاردان ۵۴' |       |             | ورزشگاه: استادیوم راه‌آهن داور: ارشد برازنده |

| ۲۲ مرداد ۱۳۴۶ ۱۲ | تاج تهران     | ۱ – ۲ | پاس تهران       | تهران                                   |
|                  | جابری‌زاده ۴۰' |       | مناجاتی ۱'، ۴۶' | ورزشگاه: امجدیه تهران داور: داوود حیدری |

### دوستانه
منبع
| شهریور ۱۳۴۶ ۱ | تاج تهران | ۱ – ۱ | شاهین اصفهان | اصفهان |

| شهریور ۱۳۴۶ ۲ | تاج تهران | ۵ – ۱ | دارایی اصفهان | اصفهان |

| شهریور ۱۳۴۶ ۳ | تاج تهران | ۴ – ۱ | تاج اصفهان | اصفهان |

| ۱۳۴۶ ۴ | منتخب تاج و عقاب | ۱ – ۲ | دینامو بخارست | تهران                 |
|        |                  |       |               | ورزشگاه: امجدیه تهران |

## آمار فصل

### جایگاه در جدول
| رتبه | عنوان تیم | بازی | برد | مساوی | باخت | گل‌زده | گل‌خورده | تفاضل | امتیاز |
| ---- | --------- | ---- | --- | ----- | ---- | ----- | ------- | ----- | ------ |
| ۱    | دارایی    | ۱۲   | ۱۰  | ۲     | ۰    | ۲۹    | ۴       | ۲۵    | ۲۲     |
| ۲    | پاس       | ۱۲   | ۱۰  | ۲     | ۰    | ۲۳    | ۵       | ۱۸    | ۲۲     |
| ۳    | تهرانجوان | ۱۲   | ۷   | ۲     | ۳    | ۱۸    | ۱۳      | ۵     | ۱۶     |
| ۴    | تاج       | ۱۲   | ۶   | ۲     | ۴    | ۱۴    | ۱۱      | ۳     | ۱۴     |
| ۵    | راه‌آهن    | ۱۲   | ۴   | ۵     | ۳    | ۱۴    | ۱۲      | ۲     | ۱۳     |

منبع 

### تعداد بازی
| #  | بازیکن             | تعداد بازی |
| #  | بازیکن             | لیگ تهران  |
| -- | ------------------ | ---------- |
| ۱  | غلامحسین فرزامی    | ۱۲         |
| ۲  | احمد رحیمی         | ۱۱         |
| ۳  | احمد منشی‌زاده      | ۱۱         |
| ۴  | اونیک کاراپتیان    | ۱۱         |
| ۵  | علی جباری          | ۱۱         |
| ۶  | کامبیز جمالی       | ۱۰         |
| ۷  | ناصر ابراهیمی      | ۹          |
| ۸  | هوشنگ متکلمی       | ۹          |
| ۹  | ایرج سودآور        | ۷          |
| ۱۰ | پرویز ابوطالب      | ۷          |
| ۱۱ | غلام نیکپور        | ۷          |
| ۱۲ | امیرحسین جابری‌زاده | ۵          |
| ۱۳ | حسین قاضی شعار     | ۵          |
| ۱۴ | عباس کردنوری       | ۵          |
| ۱۵ | علی‌محمد کاردان     | ۵          |
| ۱۶ | مرتضی شرکا         | ۵          |
| ۱۷ | نادر فرجی          | ۳          |
| ۱۸ | داوود نعمتیان      | ۲          |
| ۱۹ | علی مرادیان        | ۱          |

### آمار گل‌زن‌ها

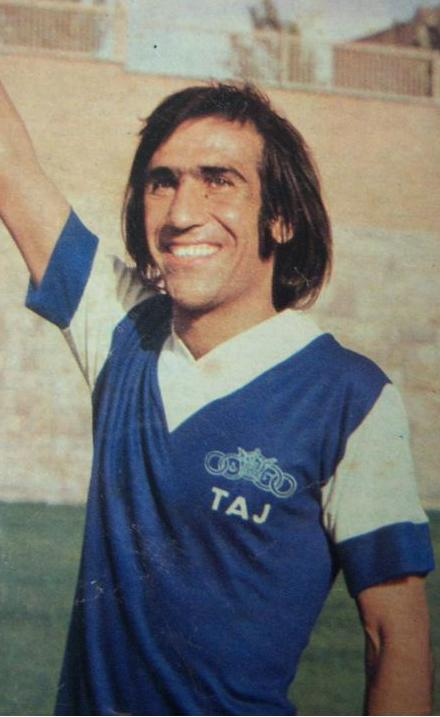
علی جباری تاج با شش گل‌زده بهترین گل‌زن این فصل تاج

| ردیف | گلزنان             | لیگ باشگاهی تهران |
| ---- | ------------------ | ----------------- |
| ۱    | علی جباری          | ۶                 |
| ۲    | امیرحسین جابری‌زاده | ۳                 |
| ۳    | غلامحسین فرزامی    | ۲                 |
| ۴    | عباس کردنوری       | ۱                 |
| ۴    | احمد منشی‌زاده      | ۱                 |
| ۴    | علی‌محمد کاردان     | ۱                 |
|      | جمع                | ۱۴                |

### عملکرد مربیان
| عنوان بازیها    | بازی | برد | مساوی | باخت | گل زده | گل‌خورده | تفاضل | درصد برد |
| --------------- | ---- | --- | ----- | ---- | ------ | ------- | ----- | -------- |
| محمود بیاتی     |      |     |       |      |        |         |       |          |
| باشگاه‌های تهران | ۱۰   | ۵   | ۱     | ۴    | ۱۲     | ۱۰      | ۲     | ۵۰٪      |
| علی دانایی‌فرد   |      |     |       |      |        |         |       |          |
| باشگاه‌های تهران | ۲    | ۱   | ۰     | ۱    | ۲      | ۱       | ۱     | ۵۰٪      |

## سایر ورزشها
- در مسابقات دو و میدانی قهرمانی باشگاه‌های تهران تیم تاج با ۱۱۴ امتیاز پس از تیم پاس در مکان دوم قرار گرفت.
- در مسابقات دو و میدانی قهرمانی بانوان باشگاه‌های تهران تیم دو و ومیدانی بانوان تاج با ۹۶ امتیاز به مقام قهرمانی دست یافت و تیم‌های آرارات و انجمن دوم و سوم شدند.
- در مسابقات دو و میدانی جام شهناز تیم دو و میدانی بانوان تاج برای چهارمین سال پیاپی با ۹۴ امتیاز به مقام قهرمانی دست یافت و تیم‌های انجمن و دیهیم به مقام‌های دوم وسوم دست یافتند. اعضای تیم بانوان تاج عبارت بودند: نصرت کردبچه، پروین صفوی، سودابه طباطبائی، اعظم حسینی، مهری زندی، جمیله سروری، گیور کیان، کشمیریان برکتی .
- در مسابقات وزنه برداری قهرمانی باشگاه‌های تهران که با شرکت ۳۰ تیم برگزار شد تیم تاج با ۳۷ امتیاز به مقام نخست دست یافت و تیم‌های پاس و فردوسی دوم و سوم شدند.
- در مسابقات والیبال باشگاه‌های تهران تیم والیبال تاج پس از تیم‌های هما، تهران‌جوان و دخانیات در جای چهارم قرار گرفت .
- در مسابقات والیبال بانوان باشگاه‌های تهران تیم والیبال بانوان تاج پس از تیم انجمن به مقام دوم دست یافت و تیم تهران جوان در مکان سوم قرار گرفت.
- در مسابقات بوکس قهرمانی باشگاه‌های تهران تیم باشگاه تاج با ۲۷ امتیاز به مقام قهرمانی رسید و تیم جعفری با ۲۴ امتیاز و تیم دارایی با ۱۶ امتیاز به مقام‌های دوم و سوم رسیدند.
- در مسابقات مشت زنی قهرمانی باشگاه‌های تهران تیم تاج با ۲۷ امتیاز به مقام قهرمانی رسید و تیم‌های جعفری و دارایی در مکان‌های دوم و سوم جای گرفتند.
- در مسابقات تنیس قهرمانی باشگاه‌های تهران تیم تاج به مقام قهرمانی رسید و تیم دیهیم به مقام دوم دست یافت.[۵]
- در مسابقات تنیس روی میز باشگاه‌های تهران احتشام زاده برای نوزدهمین سال قهرمان شد.
- در مسابقات پینگ پنگ قهرمانی باشگاه‌های تهران تیم تاج پس از تیم شعاع به مقام دوم دست یافت.
- در مسابقات پینگ پنگ قهرمانی بانوان باشگاه‌های تهران تیم تاج پس از تیم انجمن به مقام دوم دست یافت.
- در مسابقات شمشیر بازی قهرمانی باشگاه‌های تهران در قسمت فلوره و اپه تیم تاج و در قسمت سابر تیم پاس به مقام قهرمانی رسیدند.
- تیم تاج اهواز برای چهارمین سال پیاپی قهرمان فوتبال باشگاه‌های اهواز گردید.

منبع